# Crosseola cuvieriana
Crosseola cuvieriana is een slakkensoort uit de familie van de Conradiidae. De wetenschappelijke naam van de soort is voor het eerst geldig gepubliceerd in 1919 door Mestayer.